# Bíbor porcoscsészegomba
A bíbor porcoscsészegomba vagy őszi kocsonyagomba (Ascocoryne cylichnium) a Helotiaceae családba tartozó, korhadó fákon termő, nem ehető gombafaj.

## Megjelenése
A bíbor porcoscsészegomba termőteste 5-30 mm átmérőjű, 3-10 mm magas és korong, kehely, tálka, tányér vagy párnácska alakú. Gyakran ráncos és hullámos, széle pedig szabálytalanul karéjos. Nagyon rövid, hegyes végű tönkje van, de ez többnyire nem látható. Színe bíborpiros, lilás, mahagóni vagy sötét hússzínű. Száraz időben halványabb és matt, nedvesen fényes és a színe erőteljesebb.
Húsa puha, kocsonyás, zselészerű. Színe a termőtesttel megegyezik. Szaga és íze nem jellemző. 
Tönkje nagyon rövid, hegyes végű.
Spórája orsó alakú, felszíne sima, mérete 18-27 x 4-6 µm.

### Hasonló fajok
A szintén nem ehető hússzínű porcoscsészegombával lehet összetéveszteni. 

## Elterjedése és termőhelye
Európában és Észak-Amerikában honos. Magyarországon viszonylag gyakori.
Lombos fák erősen korhadóban levő törzsén, ágain található meg, kedveli a tölgyet és a bükköt. Kisebb csoportokban vagy ritkábban egyesével nő. Szeptember-novemberben terem, de télen is megmaradhat. 

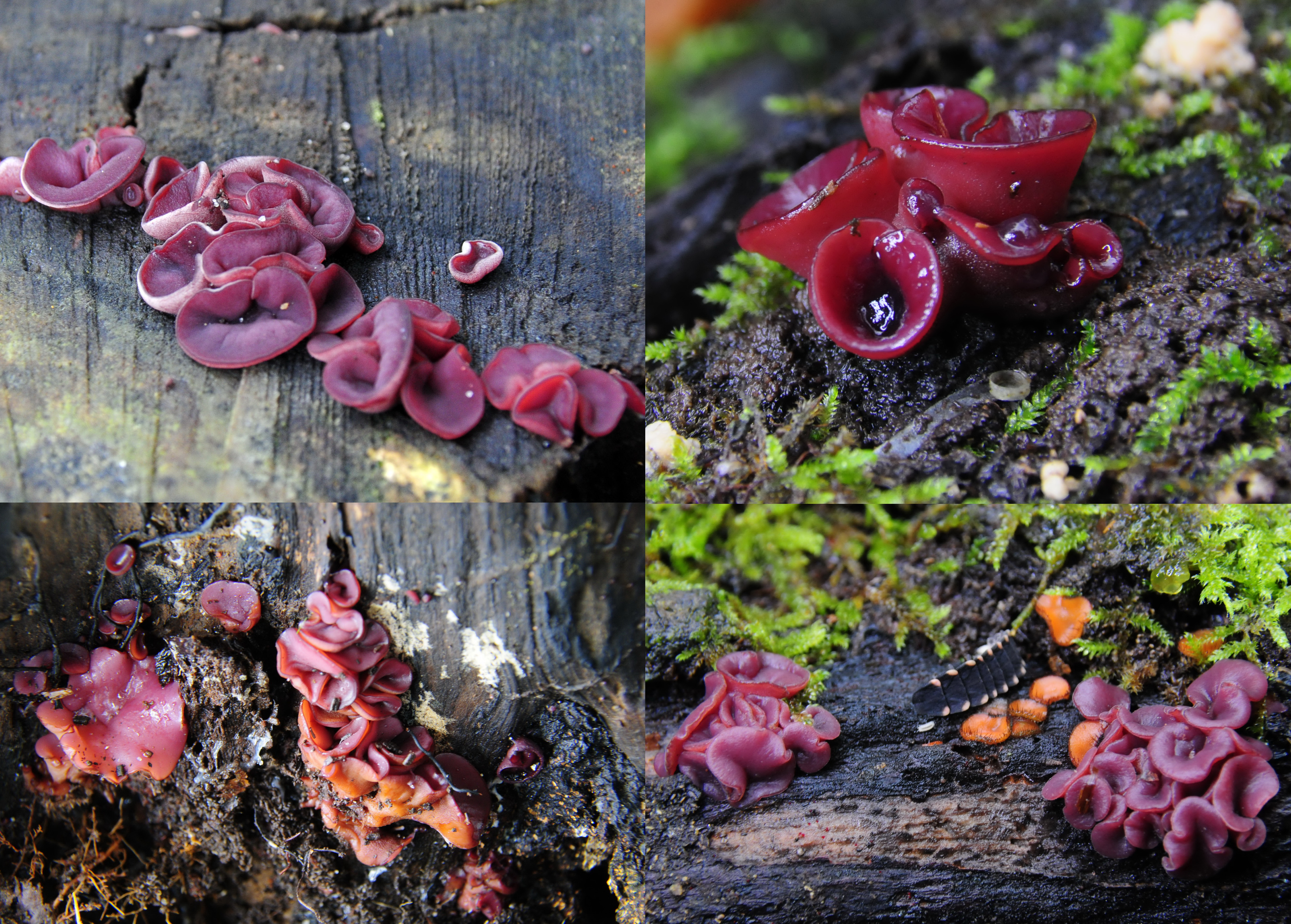
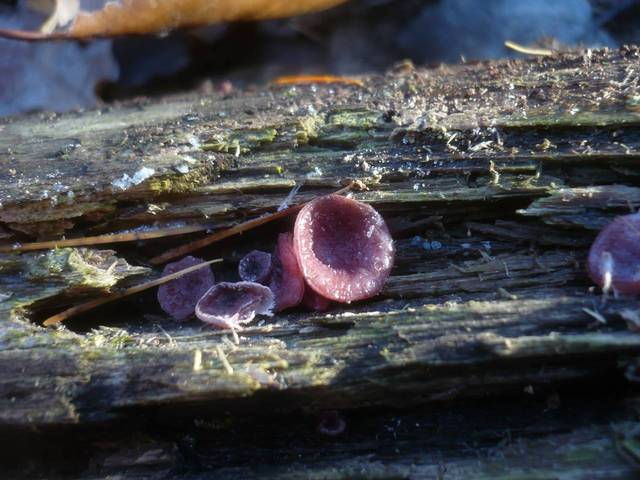
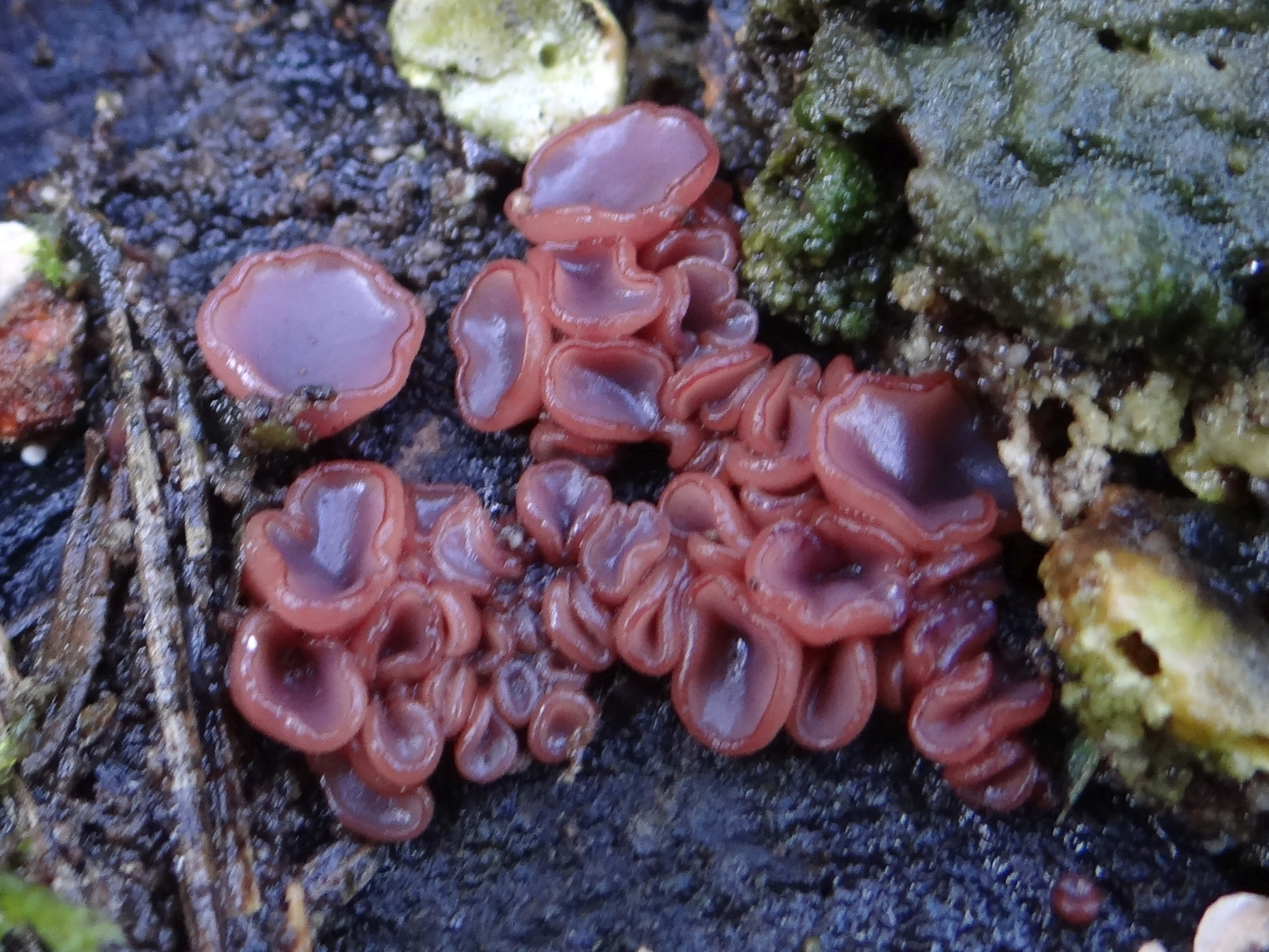
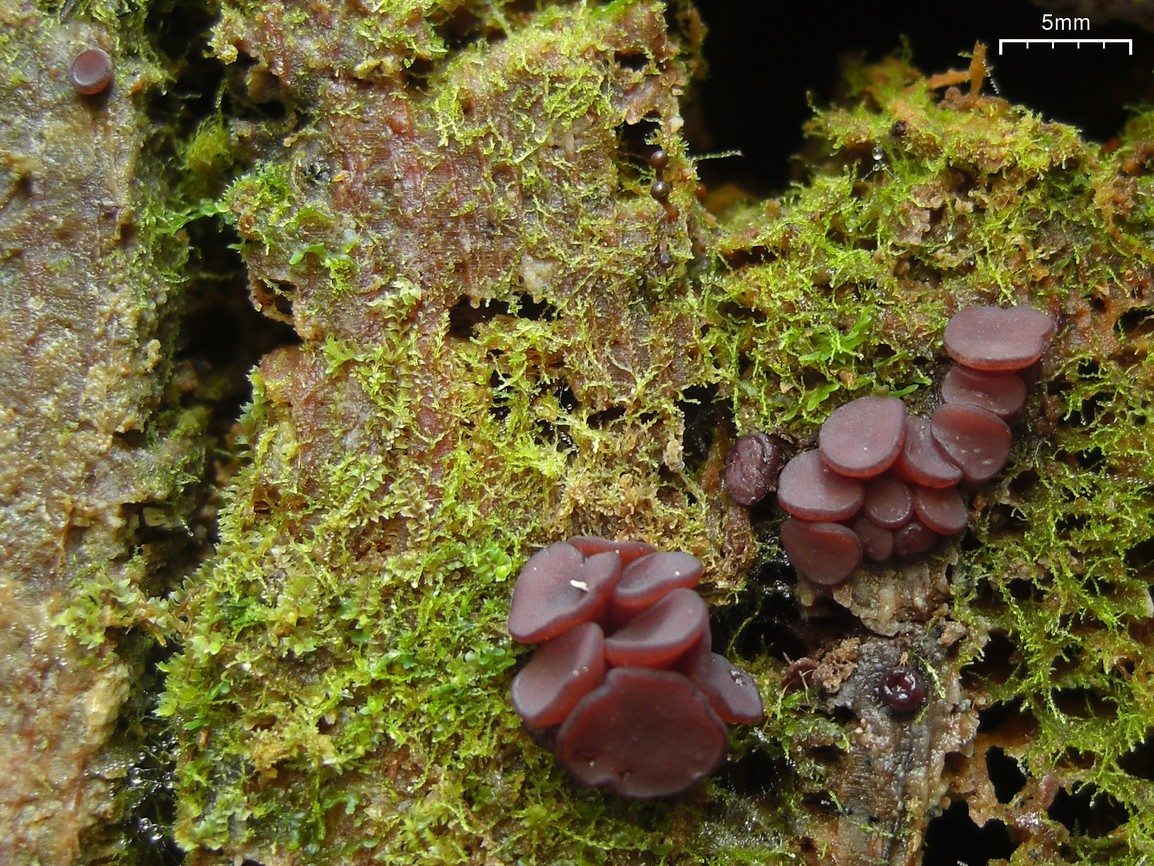

Nem ehető.